# The Howling (romanzo)
The Howling è un romanzo horror del 1977 di Gary Brandner che è stato fonte d'ispirazione per il film L'ululato (1981), sebbene la trama del film fosse solo vagamente simile a quella del libro.
In Italia il romanzo è inedito.

## Trama
Los Angeles, 1977: Karyn Beatty, una cittadina locale, viene un giorno aggredita e violentata da un folle maniaco, soffrendo di conseguenza esaurimento nervoso e aborto spontaneo. Decide allora di trasferirsi con suo marito Roy in un villaggio di montagna californiano di nome "Drago" per cercare sollievo.
Nonostante gode di ottima tranquillità nei confronti degli abitanti, Karyn viene categoricamente disturbata, durante le notti di luna piena da strani ululati provenienti dalla foresta attorno al villaggio. Questo causa di conseguenza il rischio di divorzio con Roy, che quest'ultimo crede che Karyn stia diventando ancora più isterica dato che è convinta che ci sia qualcosa di strano nella foresta.
Mentre il loro matrimonio rischia di vacillare, Roy inizia una relazione extraconiugale con Marcia Lura, una affascinante negoziante del villaggio.
Una notte di luna piena Roy, mentre torna a casa, viene aggredito da un grosso lupo nero e inizia ad ammalarsi dopo alcuni giorni. In realtà è stato morso da un lupo mannaro e Karyn scoprirà più tardi che tutti gli abitanti del villaggio sono anche loro dei lupi mannari che tenteranno di ucciderla.
Terrorizzata, Karyn telefona a Los Angeles un amico di suo marito, Chris Halloran, che arriva a "Drago" armato di fucile caricato con alcune pallottole d'argento. Durante la notte Karyn e Chris cercano di tenere a bada un gruppo di lupi mannari (tra cui Roy sotto forma di lupo mannaro) e Karyn spara a uno di loro in testa, che ritorna sotto forma di Marcia Lura.
Nella confusione scoppia un incendio nella casa di Karyn, che avvolge le fiamme sull'intero villaggio di "Drago".
Karyn e Chris riescono poi a fuggire dall'incendio e ritornano a Los Angeles sani e salvi dopo che Karyn ha fatto appena in tempo ad udire i loro ultimi ululati.

## Sequel
Brandner pubblicò due sequel del romanzo, The Howling II nel 1979 (successivamente ripubblicato come Return of the Howling) e The Howling III: Echoes nel 1985. Nessuno dei due sequel fu usato come base per nessuno dei successivi film di Howling; tuttavia, alcuni elementi minori del romanzo di The Howling III: Echoes sono presenti nel film Mostriciattoli.

## Adattamenti
Nel 1981 il regista Joe Dante ispirandosi al romanzo realizzò il film L'ululato, che ottenne molto successo dando vita ad una serie di film.
Howling IV, quarto film della serie realizzato nel 1988, è l'adattamento più fedele al romanzo originale di Brandner, sebbene anche questo differisca in alcune parti.